# 美國陸軍總士官長
美國陸軍總士官長（英語：Sergeant Major of the Army，簡稱SMA）是美國陸軍中一個獨特的士官階級。依照慣例，總士官長在正式禮節上与大部分的陸軍中將相當。具體的職責因陸軍參謀長而異，但總士官長大部分時間都用于為陸軍士兵爭取權利，例如觀察士兵訓練以及與軍眷交流。

美國陸軍總士官長階級臂章

## 歷史
這是參考美國海軍陸戰隊總士官長設立的軍階與職位，美國陸軍在1966年從4,700名候選人中選出21名候選人。最後是隸屬第1步兵師的William O. Wooldridge為首任陸軍總士官長。

## 歷任總士官長
1. William O. Wooldridge（英语：William O. Wooldridge）(1966年7月上任)
2. George W. Dunaway（英语：George W. Dunaway）
3. Silas L. Copeland（英语：Silas L. Copeland）
4. Leon L. Van Autreve（英语：Leon L. Van Autreve）
5. William G. Bainbridge（英语：William G. Bainbridge）
6. William A. Connelly（英语：William A. Connelly）
7. Glen E. Morrell（英语：Glen E. Morrell）
8. Julius W. Gates（英语：Julius W. Gates）
9. Richard A. Kidd（英语：Richard A. Kidd）
10. Gene C. McKinney（英语：Gene McKinney）
11. Robert E. Hall（英语：Robert E. Hall）
12. Jack L. Tilley（英语：Jack L. Tilley）
13. Kenneth O. Preston（英语：Kenneth Preston）(任期7年2個月，史上最久)
14. Raymond F. Chandler（英语：Raymond F. Chandler）
15. Daniel A. Dailey（英语：Daniel A. Dailey）
16. Michael A. Grinston（英语：Michael A. Grinston）(現任)